# Rio Little Bighorn
Rio Little Bighorn é um rio de 222 quilômetros que é afluente do rio Bighorn, nos estados se Wyoming e Montana, nos Estados Unidos. A Batalha de Little Bighorn foi travada nas suas margens em 1876.
O Little Bighorn nasce no extremo norte de Wyoming, ao longo do lado norte da Serra de Bighorn. Ela flui para o norte em Montana e em toda a Reserva do corvo indiano, passando pelas cidades de Wyola, Lodge Grass e Crow Agency, e se junta ao Bighorn perto da cidade de Hardin.
O local da batalha, agora incluída nos fundamentos da Pequena Battlefield Bighorn National Monument, é de aproximadamente cinco quilômetros ao sul de Agência Crow, no lado oriental do rio.